# Караагазаде, Ахмед Хамди-бек
Ахмед Хамди-бек Караагазаде (азерб. Əhməd Həmdi Qaraağazadə; Батум, Тифлисская губерния, Российская империя) — азербайджанский политический деятель, депутат парламента АДР, член азербайджанской эмиграции. Входил во фракцию «Мусават» и беспартийные.

## Жизнь
Хамди-бек Караагазаде был родом из Аджарии, родился в Батуме, а позже с семьёй переезжает в Стамбул, где получает образование на турецком, параллельно изучая французский. В 1917 переезжает в Баку, работая переводчиком с грузинского на азербайджанский в издании «Açıq söz». Являлся близким другом Мамед Эмина Расулзаде.

Как писал сам М.Э. Расулзаде в журнале «Azəri Türk»:
«Я встретил Хамди-бека около здания «Исмаилия» в местном отделении «Açıq söz». Приехал он сюда совсем недавно то ли с Батума, то ли с Тифлиса. Мы сразу нашли общий язык и подружились».
Позже была направлена редакция избирательного списка из Елисаветполя в Российскую Государственную Думу, в которую входили и Хамди-бек, и национальные комитеты №12, и предложенные Мусаватской фракцией кандидаты. Одно время являлся членом Закавказского сейма. Далее Хамди-бек вступает во фракцию «Мусават» и беспартийных. Работал значительное время журналистом в газете «İstiqlal», являющейся официальным органом фракции Мусават и беспартийные. Значительно позже становится членом Азербайджанского Национального Совета, и сформировавшегося вслед за ним азербайджанского парламента. После оккупации Азербайджана XI красной армией в апреле 1920 года он, как и многие политические деятели АДР, был вынужден мигрировать в Турцию. В эмиграции он занимался редакцией журнала «Yeni Kafkasya». В 24 номере журнала Хамди-бек в статье «15 сентября 1918 года» вспоминал события 15 сентября так:
«Когда командующий исламской армией Нуру-паша с любимым лицом входит в Баку, тысячи людей с трепетным уважением склоняют головы перед ним, а с другой стороны, с вогнутыми и строгими глазами, внушающими глубокое доверие, Мурсал-Паша встречает бурные аплодисменты, а на руку ему идет Великий самоотверженный и героический Патриот Назим Бек. Тюркская армия с тысячами аплодисментов посетила тюркскую родину, Баку».
Скончался в Турции, не дожив до 40 лет. Мамед Эмин Расулзаде называл его смерть большой трагедией, а также называл его «первой жертвой эмиграции».